# Lagărul de exterminare Majdanek

Localizarea lagărului de concentrare

Lagărul de exterminare Majdanek  (în germană: KZ Majdanek, KL Lublin sau KZ Lublin) a fost primul lagăr de concentrare construit de naziști pe teritoriul Poloniei ocupate.
A funcționat din octombrie 1941 până la 22 iulie 1944, când a fost eliberat de Armata Roșie.
Spre deosebire de alte lagăre similare din Polonia, s-a situat în apropierea unui oraș mare și anume Lubin.
Din acest motiv, deținuții au avut posibiltatea de a comunica cu lumea exterioară prin scrisori de contrabandă, multe din acestea fiind păstrate ulterior în muzee.
Numărul de victime este situat între 230.000 și 360.000, cifră care depinde de sursa citată, din care majoritatea fiind evrei.

## Legături externe
- ro  Majdanek sau KL Lublin- din Polonia, a fost un lagăr nazist de concentrare german stabilit la marginea orașului Lublin